# 费达伊勒·居莱尔
费达伊勒·居莱尔（土耳其語：Fedail Güler，1972年—），土耳其男子举重运动员。他曾代表土耳其参加世界举重锦标赛，获得一枚金牌和一枚银牌。他也曾参加1996年夏季奥林匹克运动会。